# Зонне плавлення

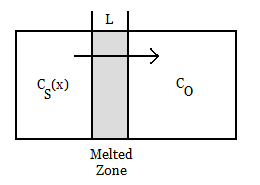
Схема зонної плавки

Зонна плавка, зонна очистка — метод очищення матеріалів, у якому в матеріалі створюється зона розплаву, що повільно пересувається від одного кінця до другого, залишаючи за собою шар очищеної речовини.
Ідея методу полягає в тому, що домішки в розплаві мають розчинність, відмінну від розчинності в твердому тілі (при відсутності ліквації).
Кремній, вирощений методом зонної плавки, позначають FZ на відміну від кремнію, вирощеного методом Чохральського, який позначається CZ.